# Plaza de España (metropolitana di Madrid)
Plaza de España è una stazione delle linee 3 e 10 della metropolitana di Madrid.
Si trova sotto alla Plaza de España, nel distretto Centro.
I binari della linea 3 si trovano sotto alla calle de la Princesa all'altezza della plaza de España, mentre quelli della linea 10 si trovano sotto alla calle de los Reyes, a maggiore profondità rispetto all'altra linea.
Si tratta di una stazione di interscambio con la stazione di Noviciado. Le due stazioni sono collegate tramite una galleria che permette di spostarsi da una stazione all'altra in pochi minuti senza bisogno di risalire in superficie.

## Accessi
Ingresso Leganitos
- Leganitos Gran Vía, 73
- Coliseum Gran Vía, 80
- Reyes Calle de los Reyes, 1 aperto dalle 6:00 alle 21:40
- Princesa Calle de la Princesa, 2

Ingresso Plaza de España 
- Pza. España Plaza de España, 18 aperto dalle 6:00 alle 21:40
- Ascensore Plaza de España, 18

Ingresso Conde de Toreno
- Ascensore Plaza Conde de Toreno, s/n